# Raspigaous
Raspigaous, aussi surnommé Raspi, est un groupe de reggae et ska français, originaire de Marseille, dans les Bouches-du-Rhône.

## Biographie

### Débuts (1997—2006)
Raspigaous est formé en 1997, dans le quartier du Panier, à Marseille. Très vite, le groupe compte une quinzaine de musiciens, et monte un répertoire de morceaux reggae et ska, très festif. Les textes, alors chantés par Lionel « Léo » Achenza, et Marie « Sista Chance » Riou, sont très engagés socialement et conte les aléas sociaux de la vie quotidienne. Le groupe connait, dans ses six premieres années d'existence, une ascension fulgurante, d'abord locale, puis très vite nationale, grâce à l'éclectisme des compositions et l'engouement du public pour cette tribu d'artistes sur scène (15) . 
Ils se produisent sur toutes les scènes des cafés-concerts et des festivals de France. Ils y font des concerts sur fond de composition musicale puisant ses inspirations dans des styles divers, le tout guidé par le reggae, le roots et le ska. Leurs refrains les plus connus sont issus des morceaux Vitrolles, Zappe, ou encore Sers le jaune, collègue.
En 1999, après leur première tournée, les Raspigaous font une halte à Lille, dans le Nord, et enregistrent au Studio Bunker, grâce à l'argent récolté sur les concerts, leur premier album Chaud time, « un indispensable dans le paysage reggae français », selon RFI Musique. C'est l'album qui connaitra le plus de succès et qui reste encore aujourd'hui un indispensable dans le paysage du reggae français. Cet opus les emmènent à jouer partout en France, et impose le groupe dans de nombreux festivals et salles de concerts célèbres (Les Vieilles Charrues, Le Divan du Monde, La Cigale, Les Docks des Suds, La Roche -sur-Yon, Le festival de Douarnenez, Bourges, etc.)[réf. nécessaire] Ce qui les conduit à enregistrer, toujours en auto-prod, leur deuxième album, Chiens des quais, qui sort en 2002 et atteint la 117e place des charts français. On y retrouve, comme pour le premier album, des cuivres avec Kamel, Jean-Phi F. et Ritchie, des chœurs avec Sista Chance, Anne C. et Aurélie B., des cordes avec Cyril au violoncelle, de longs solos musicaux de clavier avec Caro M. au synthé, guitare avec Moïse et Tito, ou saxophone, Lio au chant, Nancy aux percussions, Pom P. à la batterie et Greg à la basse, et des parties dub, ainsi qu'une piste cachée ou l'on peut découvrir en enregistrement en public lors d'une de leur répétition la deuxième version de leur titre Vitrolles. Ce deuxième album est un franc succès national et même international qui propulse d'autant plus le groupe, sollicité alors par de grandes maisons de disques internationales tel que Sony et EMI qui proposent de les produire. Mais le groupe tient trop à sa liberté de parole et à la cohésion de ses musiciens. 
C'est la période la plus productive du groupe, qui se professionnalise et tourne chaque week-end. Le groupe joue à cette période en première partie des plus grands artistes internationaux tels que Les Wailers, Asian Dub Foundation , Tiken Jah Fakoly,et autres artistes internationaux dans les grands festivals français et européens.
Toujours proches de leur public, ils ravissent les fans partout où ils se produisent, que ce soit dans les grandes salles de concerts dans toutes les régions de l'héxagone, que les petites salles plus intimistes.

### Divergences et pause (2003—2013)
Vient alors le temps des divergences et l'équipe fondatrice se rompt à cause de radicales divergences concernant la gestion du groupe et de son avenir. Une grande partie des musiciens quittent le groupe et l'aventure suivant l'enregistrement de l'album Chiens des Quais au studio Cactus , là où Nina Simone enregistrait. 
Léo prend alors le parti de continuer l'histoire avec une nouvelle équipe de musiciens, et enregistre en collaboration avec Arsenic et Champagne et Boucans Prod, le troisième album du groupe Mauvaise herbe, qui atteint la 159e place des charts français. Il contient des morceaux comme l'Arapède, S'échapper ou La Ballade de l'huissier. Malgré l'évident déclin de l'industrie du CD physique, Raspigaous écoule à bon nombre d'exemplaires, le point fort de cet album étant sa fluidité et son fil conducteur qui permettent de l'écouter d'une traite. Après une tournée nationale, l'équipe alors en place cède de nouveau, et Léo décide alors de prendre une pause en 2007, qui durera jusqu'en 2013.
Entretemps, Léo, bien connue grâce à ses phases de scats, en profite pour repartir en solo sur les routes, et développe un projet acoustique sous le nom de Léo, et sort un premier album, Parce que c'est bon, en 2009. En 2013, l'association Kabba Roots fait appel à Raspigaous pour remonter sur scène à l'occasion d'un concert de soutien pour le projet United for Jamaica,. Léo s'associe alors avec le backing band marseillais The Handcart, bien connu des tous les festivals européens de reggae, pour avoir joué avec les plus grandes légendes du reggae (Pablo Moses, The Abyssinnians, Linval Thompson, etc.) et la toute nouvelle équipe décide d'unir leurs forces pour faire remonter le groupe sur les planches.

### Suites etNouvel R(depuis 2014)
Ils sortent en 2014, en collaboration avec Transfuge, un EP 4 titres Haut et fort, qui les emmène à renouer avec la scène nationale reggae. Ce n'est qu'en 2017, que Lionel Léo Achenza présente au groupe un assortiment de treize compositions originales, variant du roots au ska, que le groupe décide d'enregistrer son quatrième album. Denis Rastyron Thery, alors propriétaire du Studio K à Port-de-Bouc, séduit par la qualité de composition de Lionel, décide de coproduire l'album et ouvre les portes du studio au groupe. Raspigaous enregistre Nouvel R, qui sort en 2019.
En février 2022, le groupe part en tournée pour fêter ses vingt-cinq ans d'existence, notamment à Aubagne.

## Style musical
Raspigaous est un groupe de reggae, qui puise sa force et ses compositions dans divers style tels que le funk, la soul, la salsa, le ska, ou encore de fortes consonances world. Même si le reggae est à 80 % à la base de leur style musical, le groupe mixe leur son avec diverses variations harmoniques. Le point fort du groupe étant les concerts et les lives, ou une grande énergie caractérise toutes leurs apparitions scéniques. Léo, le chanteur, est connu pour ses longues phases de scats improvisées, directement inspirées de Barrington Levy.